# Kumar Pallana

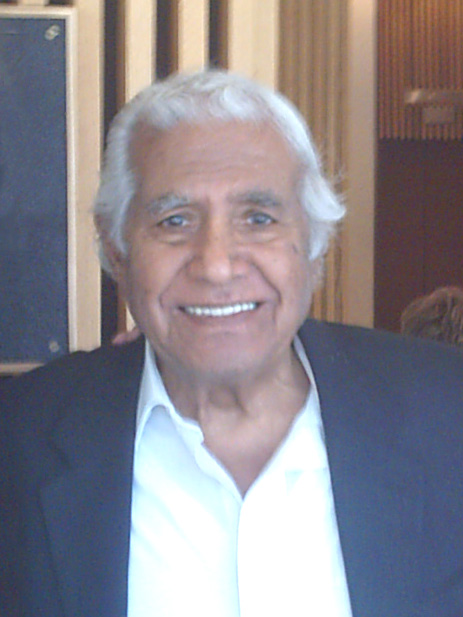
Kumar Pallana

Kumar Pallana (* 23. Dezember 1918 in Indore, Bundesstaat Indore, Central India Agency, Britisch-Indien, heute Madhya Pradesh, Indien; † 10. Oktober 2013 in Oakland, Kalifornien, Vereinigte Staaten) war ein US-amerikanisch-indischer Schauspieler und Varietédarsteller.

## Leben
Pallana zog 1946 in die Vereinigten Staaten. Er war als Filmkomparse in Los Angeles tätig, bevorzugt in Western. Er trat 20 Jahre lang im ganzen Land auf, bevor er sich auf Drängen seiner Frau in Texas niederließ und ein Yoga-Studio eröffnete. Im Alter von 78 Jahren wurde er im Café seines Sohnes in Dallas entdeckt.
Pallana war mit Ranjana Jethwa verheiratet und hatte zwei Kinder. Pallanas Tochter Sandhya Pallana arbeitete mit ihm an The Terminal und anderen Produktionen. Sein Sohn Dipak, ebenfalls Schauspieler, trat in Filmen wie Bottle Rocket, Rushmore und The Royal Tenenbaums auf.

## Filmographie (Auswahl)
- 1952: Viva Zapata!
- 1961: Captain Kangaroo
- 1996: Durchgeknallt (Bottle Rocket)
- 1998: Rushmore
- 2001: Die Royal Tenenbaums (The Royal Tenenbaums)
- 2002: Bomb the System
- 2003: Duplex
- 2003: Der Apartment-Schreck
- 2004: Terminal (The Terminal)
- 2005: Romance & Cigarettes
- 2006: The Gold Bracelet
- 2006: RevoLOUtion
- 2006: 10 Items or Less – Du bist wen du triffst (10 Items or Less)
- 2006: Waiting Room
- 2007: Darjeeling Limited (The Darjeeling Limited)
- 2009: Karma Aur Holi
- 2009: Today’s Special
- 2010: Anjaana Anjaani
- 2011: Another Earth
- 2011: Hollywood Whores
- 2011: Campus Radio
- 2012: Heavy Hands
- 2014: Hamlet A.D.D.
- 2019: Black Licorice